# 奧比茲鎮區 (北卡羅萊納州阿什縣)
奧比茲鎮區（英語：Obids Township）是位於美國北卡羅萊納州阿什縣的一個鎮區。

## 地方資料
奧比茲鎮區的面積為58.53平方千米，皆為陸地。根據2020年美國人口普查的數據，當地共有人口1213人，而人口密度為每平方千米20.72人。